# Brzyków (gromada)
Brzyków (do 13 XI 1957 Osieczno) – dawna gromada, czyli najmniejsza jednostka podziału terytorialnego Polskiej Rzeczypospolitej Ludowej w latach 1954–1972.
Gromady, z gromadzkimi radami narodowymi (GRN) jako organami władzy najniższego stopnia na wsi, funkcjonowały od reformy reorganizującej administrację wiejską przeprowadzonej jesienią 1954 do momentu ich zniesienia z dniem 1 stycznia 1973, tym samym wypierając organizację gminną w latach 1954–1972.
Gromadę Brzyków siedzibą GRN w Brzykowie utworzono 14 listopada 1957 w powiecie łaskim w woj. łódzkim w związku ze zmianą nazwy gromady Osieczno na gromada Brzyków.
W 1957 roku (grudzień) gromadzka rada narodowa składała się z 16 członków.
1 stycznia 1959 do gromady Brzyków przyłączono wieś i parcelację Wielka Wieś, wieś Wielka Wieś B, wieś i kolonię Józiuchna, kolonię Wielka Wieś A i B oraz kolonię Strumiany Nr 1 i 2 ze zniesionej gromady Dąbrowa Widawska.
Gromada przetrwała do końca 1972 roku, czyli do kolejnej reformy gminnej.